# Šarkamen
Šarkamen (izvirno srbsko Шаркамен) je naselje v Srbiji, ki upravno spada pod Občino Negotin; slednja pa je del Borskega upravnega okraja.

## Demografija
V naselju živi 332 polnoletnih prebivalcev, pri čemer je njihova povprečna starost 48,5 let (46,2 pri moških in 50,4 pri ženskah). Naselje ima 121 gospodinjstev, pri čemer je povprečno število članov na gospodinjstvo 3,09.
To naselje je, glede na rezultate popisa iz leta 2002, večinoma srbsko, v času zadnjih treh popisov pa je opazno zmanjšanje števila prebivalcev.
|  |

| Demografija | Demografija     | Demografija     |
| Leto        | Št. prebivalcev | Št. prebivalcev |
| ----------- | --------------- | --------------- |
|             |                 |                 |
|             |                 |                 |
|             |                 |                 |
|             |                 |                 |
| 1948        | 836             |                 |
| 1953        | 821             |                 |
| 1961        | 772             |                 |
| 1971        | 672             |                 |
| 1981        | 590             |                 |
| 1991        | 496             | 476             |
| 2002        | 403             | 374             |
|             |                 |                 |

| Etnična sestava po popisu iz leta 2002 | Etnična sestava po popisu iz leta 2002 | Etnična sestava po popisu iz leta 2002 | Etnična sestava po popisu iz leta 2002 | Etnična sestava po popisu iz leta 2002 |
| -------------------------------------- | -------------------------------------- | -------------------------------------- | -------------------------------------- | -------------------------------------- |
| Srbi                                   | Srbi                                   |                                        | 369                                    | 98,66%                                 |
| Hrvati                                 | Hrvati                                 |                                        | 1                                      | 0,26%                                  |
| Madžari                                | Madžari                                |                                        | 1                                      | 0,26%                                  |
| Vlahi                                  | Vlahi                                  |                                        | 1                                      | 0,26%                                  |
| Neznano                                | Neznano                                |                                        | 1                                      | 0,26%                                  |